# Dysdera zarudnyi
Dysdera zarudnyi este o specie de păianjeni din genul Dysdera, familia Dysderidae, descrisă de Charitonov, 1956. Conform Catalogue of Life specia Dysdera zarudnyi nu are subspecii cunoscute.